# Alcis
Genre
Synonymes
- Alcisca Wehrli, 1943
- Dictyodea Wehrli, 1934
- Poecilalcis Warren, 1893
- Protoboarmia McDunnough, 1920

Alcis est un genre de lépidoptères (papillons) de la famille des géométridés.

## Espèces
- Alcis angulifera (Butler, 1878)
- Alcis bastelbergeri (Hirschke, 1908)
- Alcis caucasica (Wehrli, 1928)
- Alcis cockaynei Prout
- Alcis colorifera Prout
- Alcis depravata (Staudinger, 1892)
- Alcis extinctaria (Eversmann, 1851)
- Alcis granitaria (Moore, 1888)
- Alcis hemiphanes Prout
- Alcis jubata (Thunberg, 1788) - syn. Alcis jubatus
- Alcis maculata (Moore, [1868])
- Alcis medialbifera Inoue, 1972
- Alcis moesta (Butler, 1881)
- Alcis nigridorsaria (Guenée, 1857)
- Alcis nigrifasciata (Warren, 1893)
- Alcis nilgirica Hampson
- Alcis nobilitaria (Staudinger, 1892)
- Alcis paghmana Wiltshire, 1967
- Alcis periphracta (Prout, 1926)
- Alcis picata (Butler, 1881)
- Alcis praevariegata (Prout, 1926)
- Alcis pryeraria (Leech, 1897)
- Alcis repandata (Linnaeus, 1758) - Boarmie recourbée
- Alcis semiclarata Walker
- Alcis semiochrea Prout
- Alcis shivae Wiltshire, 1967
- Alcis songarica (Alphéraky, 1883)
- Alcis subrepandata Staudinger, 1897
- Alcis subtincta Warren
- Alcis tricotaria (Felder, 1867)
- Alcis variegata (Moore)

### En Europe
Selon Fauna Europaea (31 janv. 2015) :
- Alcis bastelbergeri
- Alcis jubata
- Alcis repandata